# История ФК «Арсенал» (1886—1966)
История футбольного клуба «Арсенал» между 1886 и 1966 годами, охватывает время от основания клуба,  основные периоды успеха (1930-е годы, конец 1940-х и начала 1950-х годов соответственно) и последующие снижение клуба до статуса середнячка чемпионата в 1960-х.
Клуб был основан в 1886 году рабочими артиллерийского завода «Ройал Арсенал» в Вулвиче на юго-востоке Лондона. В 1891 году он получил профессиональный статус и два года спустя вступил в Футбольную Лигу. Арсенал получил право выступать в Первом дивизионе в 1904 году, но финансовые проблемы чуть было не привели к банкротству в 1910 году. В итоге Арсенал был выкуплен сэром Генри Норрисом, который улучшил финансовое положение клуба. В 1913 году (вскоре после возвращения во Второй дивизион) клуб пересёк Темзу, чтобы занять новую арену — стадион «Хайбери», расположенный на севере Лондона («Хайбери» был домашней ареной «Арсенала» вплоть до августа 2006 года, когда клубом был достроен новый 60-тысячный стадион «Эмирейтс».). 
В 1925 году на пост тренера был назначен Герберт Чепмен. Под его руководством в 1924 году команда «Хаддерсфилд Таун» заняла первое место в чемпионате. Чепмен сумел усовершенствовать и реформировать тактику клуба, благодаря чему, Арсенал 5 раз становился чемпионом Первого дивизиона и дважды становился обладателем Кубка Англии. После Второй мировой войны, Том Уиттакер продолжил успех команды, клуб дважды становился чемпионом Англии и один раз выиграл Кубок Англии. После смерти Уиттакера «Арсенал» долгое время не смог составить конкуренцию лидерам чемпионата, а к 1966 году они были в середине таблицы в безвестности. За тринадцать лет Арсенал не выигрывал ни одного трофея. Это привело к увольнению тогдашнего тренера Билли Райта. 20 июня 1966 года тренером клуба был назначен Берти Ми. Это решение руководства было воспринято неоднозначно, ведь Берти до этого никогда не играл в футбол и не имел тренерского опыта. Но история показала, что решение было оправданным.

## Ранние годы (1886-1910)

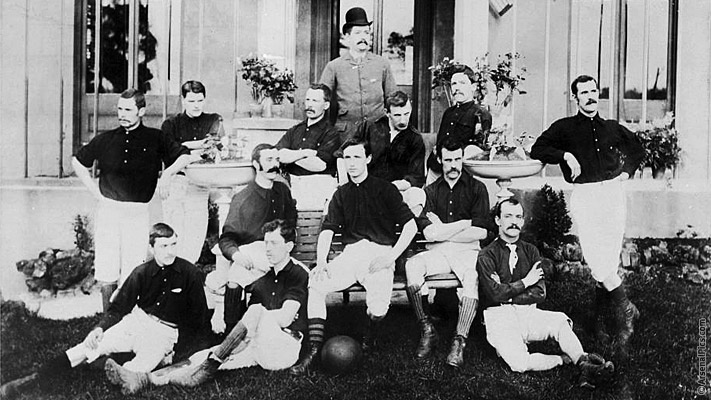
Футболисты «Ройал Арсенал» в сезоне 1888-1889

«Арсенал» был основан как «Дайал Скуэр» в 1886 году группой рабочих из «Ройал Арсенал» (фабрика вооружений в Вулвиче, юго-восток Лондона). Первыми владельцами клуба стали шотландец Дэвид Данскин и экс-вратарь «Ноттингем Фореста» Фред Бердсли, который позже вместе с Моррисом Бейтсом выбрал форму для Арсенала, которую они носят до сих пор.
Свой первый матч «Арсенал» провел 11 декабря 1886 года против «Истерн Уондерерс». В этом матче «канониры» победили со счётом 6:0.  Спустя две недели на Рождество было организовано собрание игроков, на котором было решено переименовать клуб в «Ройал Арсенал», также было выбрано место для проведения игр и форма игроков. 
Первоначально клуб играл на «Пламстэд Коммон», но вскоре начал искать альтернативные варианты, и вскоре "Арсенал" перебрался на "Спортсмэн Граунд" в том же Пламстэде, но оказалось, что на этом месте раньше была свиноферма. В итоге футболисты Арсенала обратились к владельцу соседнего участка, и тот за умеренную плату согласился пустить футболистов на поле, которое было известно как «Мэнор Граунд». Но вскоре недовольный бедными средствами «Мэнор Граунд», клуб переехал в соседний «Инвикта Граунд» в 1890 году, но был вынужден вернуться в «Мэнор Граунд» три года спустя, так как арендная плата «Инвикта Граунд» оказалось слишком дорогая.
В 1891 году клуб получил профессиональный статус и поменял название на «Вулидж Арсенал». «Арсенал» изначально попал во второй дивизион наряду с будущими гигантами «Ливерпулем» и «Ньюкаслом».